# Raionul Darnița
Darnița (în ucraineană Дарницький район, Darnîțkîi raion) este un raion (district administrativ) al capitalei ucrainene Kiev, situat în partea de sud-est a orașului, pe malul stâng al fluviului Nipru.
Arealul a fost încorporat orașului Kiev în 1927, devenind un raion separat al acestuia în 1935.